# GCK Lions
GCK Lions – szwajcarski klub hokeja na lodzie z siedzibą w Küsnacht.

## Historia
Nazwa klubu GCK została wywiedziona od nazw klubów Grasshopper Club Zürich (GCZ) i SC Küsnacht (SCK), których sekcje hokejowe w 2000 objęto fuzją. Drużyna GCK Lions działa jako zespół farmerski dla ZSC Lions z Zurychu.
W zespole juniorskim klubu grał bramkarz Reto Berra.

## Sukcesy
- Pierwsze miejsce w sezonie zasadniczym Nationalliga B: 2003